# Primo Impero messicano
Il Primo Impero messicano (in spagnolo Primer Imperio Mexicano) fu l'entità politica statuale costituitasi nel 1821 su iniziativa del generale Agustín de Iturbide, una volta che il Messico ebbe raggiunto, con il piano delle Tre Garanzie, l'indipendenza dalla Spagna.

## Geografia

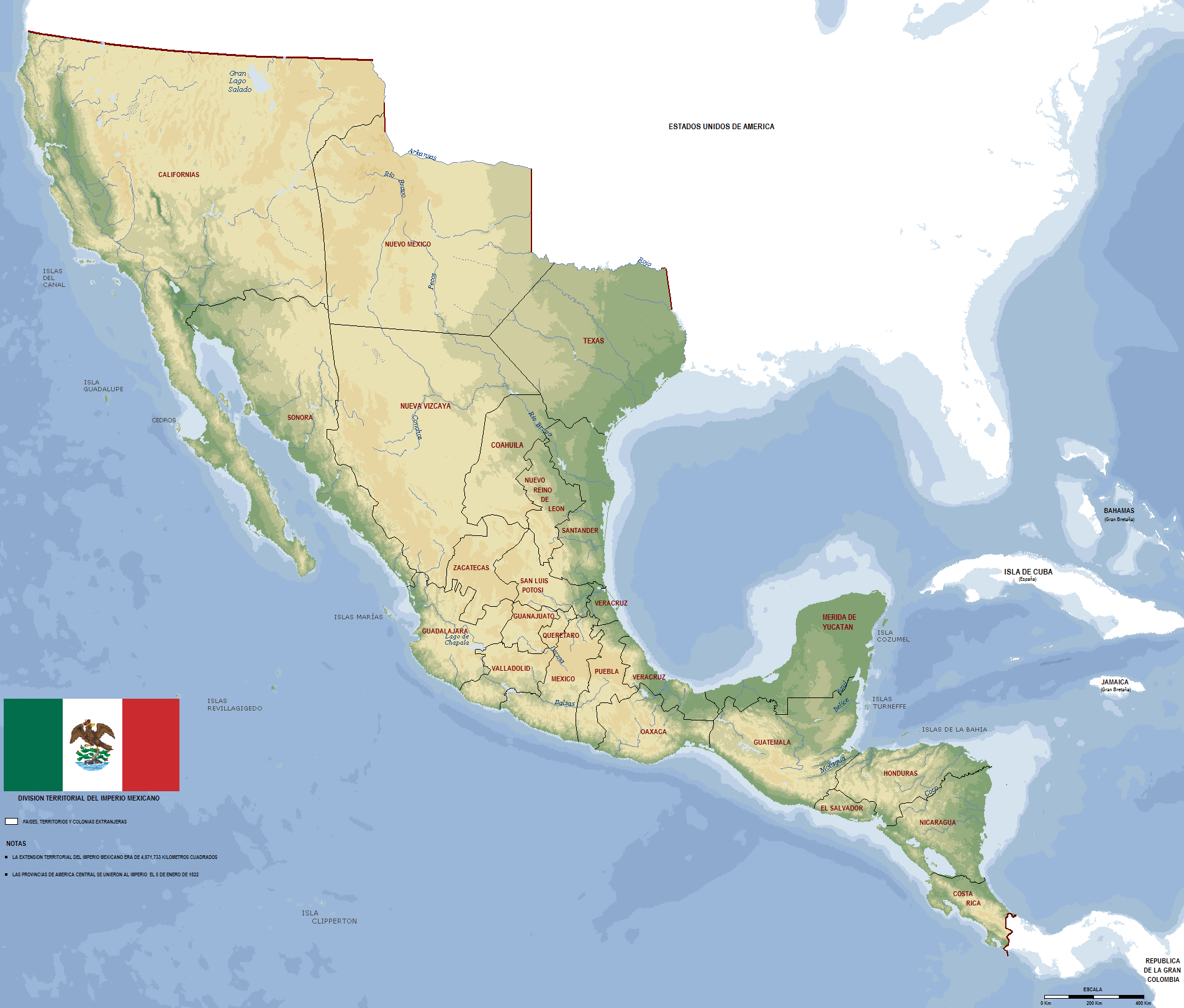
Cartina fisica del Primo Impero.

Di questo impero fecero parte anche le attuali repubbliche indipendenti centroamericane, infatti durante questo periodo il territorio messicano raggiunse la sua massima estensione: circa quattro milioni e seicentomila chilometri quadrati (attualmente il Messico ha un'estensione di poco meno di 2 milioni chilometri quadrati) da sud a nord il territorio partiva dal confine attuale della Costa Rica con Panama, fino ad arrivare al confine meridionale dell'attuale stato dell'Oregon; da est a ovest invece il territorio partiva dai confini del Texas con la Louisiana e arrivava a comprendere tutta la California.

### Morfologia
Il vasto Stato messicano presentava diverse varietà di paesaggi. Il nord è caratterizzato da un clima arido e desertico nell'entroterra e uno temperato sulla costa pacifica. L'entroterra del centro è luogo di numerosi vulcani, attivi ancora oggi, ed è solcato dalla Sierra Madre Orientale e dalla Sierra Madre Occidentale, i prolungamenti delle Montagne Rocciose. Oltre ad affacciarsi sull'Oceano Pacifico si affaccia anche sull'omonimo golfo del Messico, dove regna un clima caldo e leggermente ventilato. Il sud è costituito anch'esso da costa Atlantica e costa Pacifica, e al suo interno vi sono forti contrasti tra altipiani aridi e foreste tropicali.

## Storia
Questo impero durò dal 1821 al 1823, quando l'imperatore fu rovesciato e il governo fu sciolto dal piano di Casa Mata, che portò alla proclamazione della repubblica. La nuova costituzione del 4 ottobre 1824 confermò l'abolizione della monarchia. Spicca in questo periodo il fatto che il Messico abbia avuto per la prima volta nella sua storia, e presumibilmente anche l'unica, un ministro di Stato non nato nell'attuale territorio messicano: Josè Cecilio del Valle, nato ad Acacoyagua (oggi Honduras).

### Proclamazione del Primo impero

Bandiera della Reggenza dell'Impero (1821-1822).

Il periodo conosciuto come Primo Impero messicano iniziò dopo la guerra d'indipendenza del Messico nel 1821.
Durante i primi anni della guerra d'indipendenza che esordì il 16 settembre 1810 l'esercito indipendentista repubblicano aveva ottenuto poco, visto che i creoli e gli spagnoli, che assieme formavano più del 50% della popolazione (che allora era di 6 milioni), erano leali alla Spagna.
Il conflitto iniziò con forti tinte religiose, visto anche che era comandato da sacerdoti. Ma con il tempo acquisì sempre più una matrice repubblicana ed in un paio di anni fu quasi totalmente soffocata dall'esercito realista.
La lotta divenne guerriglia confinata alle montagne del sud fino a che un abile colonnello, Agustín de Iturbide, strinse un'alleanza con tutte le fazioni e riuscì a firmare l'indipendenza, in maniera abbastanza pacifica.
Agustín de Iturbide, un militare realista, proclamò nel 1821 il Piano di Iguala che stabiliva le famose tre garanzie:
- l'indipendenza del Messico
- la conservazione della Chiesa cattolica
- l'unione di tutti gli abitanti della Nuova Spagna riferendosi a messicani e spagnoli.

Il piano non cambiò la situazione sociale del paese, ma solo la politica, dando più potere ai creoli e ai messicani, ed auspicando al contempo che un monarca europeo salisse sul trono dell'Impero del Messico. Nessun sovrano accettò, per evitare di entrare in conflitto con la Spagna. Per questo - rispondendo ad una dubbia petizione popolare - Agustín de Iturbide si proclamò imperatore del Messico.